# Paraldehyd
Paraldehyd – organiczny związek chemiczny, trimer aldehydu octowego, cykliczny eter. Po raz pierwszy został otrzymany przez Aleksandra Butlerowa w 1861 roku.
Powstaje w wyniku polimeryzacji aldehydu octowego pod wpływem kwasu siarkowego. Miesza się z wodą i rozpuszczalnikami organicznymi. Dawniej używany był jako środek uspokajający. Obecnie jest stosowany m.in. do produkcji barwników oraz jako rozpuszczalnik.